# 四氟化铅
四氟化铅是一种由铅和氟形成的化合物。这种黄色固体(熔点 600 °C) 是仅有在室温下稳定的四卤化铅。 四氟化铅的结构类似四氟化锡，并且包含八面体配位的铅的平面层。其中八面体共享四个角，并且有两个彼此不共享的末端氟原子。

## 制备
四氟化铅可以由二氟化铅或金属铅和氟气反应而成。
{\displaystyle {\ce {PbF2 + F2 -> PbF4}}}
{\displaystyle {\ce {Pb + 2F2 -> PbF4}}}